# ユニバーサル・スタジオ・ジャパンのレストランの一覧
- ユニバーサル・デスティネーションズ&エクスペリエンシズ > ユニバーサル・スタジオ・ジャパン > ユニバーサル・スタジオ・ジャパンのレストランの一覧

ユニバーサル・スタジオ・ジャパンのレストランの一覧（ユニバーサル・スタジオ・ジャパンのレストランのいちらん）は、ユニバーサル・スタジオ・ジャパン内にあるレストランを一覧形式でまとめたものである。

## ハリウッド・エリア

### スタジオ・スターズ・レストラン
| スタジオ・スターズ・レストラン Studio Stars Restaurant | スタジオ・スターズ・レストラン Studio Stars Restaurant                      |
| ------------------------------------------------------ | --------------------------------------------------------------------------- |
| オープン日                                             | 2001年3月31日 (USJと同時にオープン)                                         |
| メニュー類                                             | 洋食 ご飯類                                                                 |
| タイプ                                                 | クイックサービス                                                            |
| サービス                                               | 離乳食 ノンポーク・ノンアルコール対応メニュー プレミアム アレルギーメニュー |
| アルコール                                             | ○                                                                           |
| 低アレルゲンメニュー                                   | ○                                                                           |
| キッズメニュー                                         | ○                                                                           |
| クレジットカード                                       | ○                                                                           |

「スタジオ・スターズ・レストラン」（英: Studio Stars Restaurant）は、ハリウッド・エリアに位置し、映画スタジオ内のカフェテリアをイメージしたレストランである。洋食やカレーライスなどの食事メニューを提供している。また、目の前にあるアトラクション「スペース・ファンタジー・ザ・ライド」がオープンした当時には、アトラクションをテーマにした特別メニューも提供されていた。

### ビバリーヒルズ・ブランジェリー
| ビバリーヒルズ・ブランジェリー Beverly Hills Boulangerie | ビバリーヒルズ・ブランジェリー Beverly Hills Boulangerie |
| -------------------------------------------------------- | -------------------------------------------------------- |
| オープン日                                               | 2001年3月31日 (USJと同時にオープン)                      |
| メニュー類                                               | スウィーツ サンドウィッチ ハンバーガー プラントベース    |
| タイプ                                                   | クイックサービス                                         |
| 協賛                                                     | キユーピー株式会社                                       |
| アルコール                                               | ○                                                        |
| クレジットカード                                         | ○                                                        |

「ビバリーヒルズ・ブランジェリー」（英: Beverly Hills Boulangerie）は、ハリウッド・エリアに位置するフレンチスタイルのカフェである。スウィーツ、サンドイッチ、ハンバーガー、プラントベースメニューなどを提供している。外観のデザインは、映画『ウチの亭主と夢の宿』に登場する「ビバリー・ヒルズ・ガレージ」、映画『キャンプ・ビバリー・ヒルズ』に登場する「ビバリー・ヒルズ・ブランジェリー」、映画『カリブの熱い夜』に登場する「ヨーロッパ・グルメ」をモデルにしている。

### マリオ・カフェ＆ストア
| マリオ・カフェ＆ストア Mario Cafe & Store | マリオ・カフェ＆ストア Mario Cafe & Store |
| ----------------------------------------- | ----------------------------------------- |
| オープン日                                | 2020年10月16日                            |
| メニュー類                                | スウィーツ ドリンク                       |
| タイプ                                    | クイックサービス                          |
| クレジットカード                          | ○                                         |

「マリオ・カフェ＆ストア」（英: Mario Cafe & Store）は、ハリウッド・エリアに位置し、『スーパー・ニンテンドー・ワールド』のオープンに先駆けて登場した、マリオの世界観をテーマにしたカフェである。外観には、マリオとルイージの帽子をデザインしたモニュメントや、マリオを象徴する「赤」と「緑」を基調とした装飾が施されている。
店内には、ハテナブロックや土管などゲームのコースを再現した壁面や、“キノコ”をイメージしたテーブルが設置されており、マリオの世界が細部まで表現されている。
カフェでは、「パンケーキ・サンド マリオの帽子 ～いちごのショートケーキ～」や「フルーツ・クリームソーダ マリオのいちごクリームソーダ」、「スーパーキノコ・ドリンクボトル」など、マリオをテーマにしたオリジナルメニューが提供されている。
なお、この場所にはかつて「シュワブス」や「ピンク・カフェ」が営業していた。

### メルズ・ドライブイン
| メルズ・ドライブイン Mel’s Drive-In | メルズ・ドライブイン Mel’s Drive-In                              |
| ----------------------------------- | ---------------------------------------------------------------- |
| オープン日                          | 2001年3月31日 (USJと同時にオープン)                              |
| メニュー類                          | サンドウィッチ ハンバーガー                                      |
| タイプ                              | クイックサービス                                                 |
| 協賛                                | 日本コカ・コーラ株式会社 コカ・コーラ ボトラーズジャパン株式会社 |
| アルコール                          | ○                                                                |
| 低アレルゲンメニュー                | ○                                                                |
| キッズメニュー                      | ○                                                                |
| クレジットカード                    | ○                                                                |

「メルズ・ドライブイン」（英: Mel’s Drive-In）は、ハリウッド・エリアに位置するハンバーガー・レストランである。このレストランの外観は、映画『アメリカン・グラフィティ』に登場する「メルズ・ドライブイン」および「メルズ・ストリームライナー」をモデルにしている。
「ハロウィーン・ホラー・ナイト」の期間中は、18時になると店外にある「DRIVE-IN」のネオンサインの「R」と「V」が消灯し、「DIE-IN」と読めるようになる演出が行われる。
さらに、このレストランのオーナーであるメルの孫娘メラニーが、海岸沿いのサーフショップを改装してオープンしたデコレーション・シェイク専門のカフェ「ピンク・クラウド」は、ユニバーサル・スタジオ・ジャパンに隣接する商業施設「ユニバーサル・シティウォーク大阪」に2020年6月8日に出店したが、2023年2月28日に閉店した。

## ニューヨーク・エリア

### SAIDO
| SAIDO                | SAIDO                               |
| -------------------- | ----------------------------------- |
| オープン日           | 2001年3月31日 (USJと同時にオープン) |
| メニュー類           | 和食 麺類 ご飯類                    |
| タイプ               | フルサービス                        |
| アルコール           | ○                                   |
| レストラン優先案内   | ○                                   |
| 低アレルゲンメニュー | ○                                   |
| キッズメニュー       | ○                                   |
| クレジットカード     | ○                                   |

「SAIDO」は、ニューヨーク・エリアに位置するジャパニーズ・レストランである。麺類やご飯類などの和食メニューを提供している。外観は、映画『ステイン・アライブ』に登場する「彩道」をモデルにしている。
このレストランは、『鬼滅の刃』や『呪術廻戦』とのコラボレーションレストランとしても使用されてきた。『鬼滅の刃』とのコラボでは、「藤の花の食事処」（2021年9月17日～2022年2月13日、2024年2月1日～6月9日）や「刀鍛冶の里 ひょっとこ亭」（2024年7月19日～2025年1月5日）が展開され、『呪術廻戦』とのコラボでは「都立呪術高専食堂」（2022年9月15日～2023年7月2日）が営業された。

### パークサイド・グリル
| パークサイド・グリル Park Side Grille | パークサイド・グリル Park Side Grille |
| ------------------------------------- | ------------------------------------- |
| オープン日                            | 2001年3月31日 (USJと同時にオープン)   |
| メニュー類                            | エイジング・ビーフ イタリア料理 酒    |
| タイプ                                | フルサービス                          |
| 協賛                                  | サントリー株式会社                    |
| サービス                              | プラントベースメニュー                |
| アルコール                            | ○                                     |
| レストラン優先案内                    | ○                                     |
| 低アレルゲンメニュー                  | ○                                     |
| キッズメニュー                        | ○                                     |
| クレジットカード                      | ○                                     |

「パークサイド・グリル」（英: Park side Grille）は、ニューヨーク・エリアに位置する本格的なエイジング・ビーフを提供するレストランである。
パーク開園当初はハリウッド・エリアのレストランとして運営されていたが、後にニューヨーク・エリアのレストランとして案内されるようになった。
2025年2月16日には、隣接していた「アズーラ・ディ・カプリ」がクローズ。その跡地を吸収する形で、同年3月4日から店舗を拡張し、グランドメニューをリニューアルした。拡張後の「パークサイド・グリル」では、ランチタイムとディナータイムの両方で異なるシーンに対応した多彩なメニューが提供されている。
ディナータイムには、イタリアンとグリル料理が融合した本格的なコースメニューが登場し、ゲストは好みのメニューを自由に組み合わせてオリジナルのコースを楽しむことができる。一方、ランチタイムには、イタリアンをカジュアルに楽しめる新たなランチメニューが用意され、軽食を楽しみたいゲストにも適したラインナップとなっている。
さらに、新設されたバーエリアでは、ピッツァやアンティパストといった軽食とともにドリンクを楽しむことが可能。このバーエリアは、レストランを気軽に利用できる空間として提供され、ゲストにとって新たな食体験の場となっている。
外観は、映画『女の香り』に登場する「ザ・ブラウン・ダービー」をモデルにしており、洗練された雰囲気を漂わせている。

### フィネガンズ・バー＆グリル
| フィネガンズ・バー＆グリル Finnegan’s Bar & Grill | フィネガンズ・バー＆グリル Finnegan’s Bar & Grill |
| ------------------------------------------------- | ------------------------------------------------- |
| オープン日                                        | 2001年3月31日 (USJと同時にオープン)               |
| クローズ日                                        | 2025年11月3日                                     |
| メニュー類                                        | 洋食 酒                                           |
| タイプ                                            | フルサービス                                      |
| 協賛                                              | サントリー酒類株式会社                            |
| サービス                                          | プラントベースメニュー                            |
| アルコール                                        | ○                                                 |
| レストラン優先案内                                | ○                                                 |
| 低アレルゲンメニュー                              | ○                                                 |
| キッズメニュー                                    | ○                                                 |
| クレジットカード                                  | ○                                                 |

「フィネガンズ・バー＆グリル」（英: Finnegan's Bar & Grill）は、ニューヨーク・エリアに位置するアイリッシュ・パブである。洋食を提供しており、季節限定のハイボールを楽しめるカウンターバーも併設されている。外観は、映画『野郎どもと女たち』に登場する「ミンディーズ」や、映画『ブリンクス』に登場する「フィガネンズ」をモデルにしている。

### ルイズ N.Y. ピザパーラー
| ルイズ N.Y. ピザパーラー Louie’s N.Y. Pizza Parlor | ルイズ N.Y. ピザパーラー Louie’s N.Y. Pizza Parlor |
| -------------------------------------------------- | -------------------------------------------------- |
| オープン日                                         | 2001年3月31日 (USJと同時にオープン)                |
| メニュー類                                         | ピザ                                               |
| タイプ                                             | クイックサービス                                   |
| アルコール                                         | 〇                                                 |
| 低アレルゲンメニュー                               | ○                                                  |
| クレジットカード                                   | ○                                                  |

「ルイズ N.Y. ピザパーラー」（英: Louie’s N.Y. Pizza Parlor）は、ニューヨーク・エリアに位置するリトルイタリーをテーマにしたピザパーラーである。主にピザを提供している。外観は、映画『パッショネイト 悪の華』に登場する「サルス・バー・アンド・グリル」をモデルにしている。

## サンフランシスコ・エリア

### ザ・ドラゴンズ・パール
| ザ・ドラゴンズ・パール The Dragon’s Pearl | ザ・ドラゴンズ・パール The Dragon’s Pearl |
| ----------------------------------------- | ----------------------------------------- |
| オープン日                                | 2001年3月31日 (USJと同時にオープン)       |
| メニュー類                                | 中華 麺類                                 |
| タイプ                                    | クイックサービス                          |
| アルコール                                | ○                                         |
| 低アレルゲンメニュー                      | ○                                         |
| キッズメニュー                            | ○                                         |
| クレジットカード                          | ○                                         |

「ザ・ドラゴンズ・パール」（英: The Dragon’s Pearl）は、サンフランシスコ・エリアに位置し、サンフランシスコのチャイナタウンにある中国料理店をイメージしたレストランである。外観は、サンフランシスコの観光名所である「フェリー」や「クリフハウス」をモデルにしている。

### ハピネス・カフェ
| ハピネス・カフェ HAPPINESS CAFE | ハピネス・カフェ HAPPINESS CAFE                                  |
| ------------------------------- | ---------------------------------------------------------------- |
| オープン日                      | 2011年3月24日                                                    |
| メニュー類                      | 洋食 ご飯類                                                      |
| タイプ                          | クイックサービス                                                 |
| 協賛                            | 日本コカ・コーラ株式会社 コカ・コーラ ボトラーズジャパン株式会社 |
| アルコール                      | 〇                                                               |
| 低アレルゲンメニュー            | ○                                                                |
| キッズメニュー                  | ○                                                                |
| クレジットカード                | ○                                                                |

「ハピネス・カフェ」（英: HAPPINESS CAFE）は、サンフランシスコ・エリアに位置するレストランで、サンフランシスコの倉庫を改造したという設定を持つ。2011年3月24日にオープン。2025年6月10日にはメニューが一新され、これまで提供されていたドリンクバーが廃止され、各メニューにソフトドリンク（Lサイズ）が付く形式へと変更された。
外観は、映画『ダーティハリー』に登場する「水産業社街」や、映画『ダーティハリー3』に登場する「ピア27 KWBB」をモデルにしている。
なお、この場所にはかつて、海辺の桟橋にある倉庫をレストラン併設のFM局に改装したという設定のビュッフェ・レストラン「KWBB」が営業していた。

### ロンバーズ・ランディング
| ロンバーズ・ランディング Lombard’s Landing | ロンバーズ・ランディング Lombard’s Landing |
| ------------------------------------------ | ------------------------------------------ |
| オープン日                                 | 2001年3月31日 (USJと同時にオープン)        |
| メニュー類                                 | 洋食                                       |
| タイプ                                     | フルサービス                               |
| 協賛                                       | キリンビール株式会社（～2008年10月13日）   |
| アルコール                                 | 〇（～2008年10月13日）                     |
| 低アレルゲンメニュー                       | ○                                          |
| キッズメニュー                             | ○                                          |
| クレジットカード                           | ○                                          |

「ロンバーズ・ランディング」（英: Lombard’s Landing）は、サンフランシスコ・エリアに位置するレストランで、シーズンイベントやアトラクションと連動した特別メニューが提供される施設である。

「名探偵コナン・ミステリー・レストラン」や「サンジの海賊レストラン」などのイベントで使用されることが多く、秋には通常営業が行われている。「ハリウッド・リゾート・ウエディング」というパークの結婚式場としても使用されていた。

### ワーフカフェ
| ワーフカフェ Wharf Café | ワーフカフェ Wharf Café             |
| ----------------------- | ----------------------------------- |
| オープン日              | 2001年3月31日 (USJと同時にオープン) |
| メニュー類              | スナック                            |
| タイプ                  | クイックサービス                    |
| クレジットカード        | ○                                   |

「ワーフカフェ」（英: Wharf Café）は、サンフランシスコ・エリアに位置するスナックスタンドである。ホットドッグやアルコールなどの軽食を提供している。外観は、映画『署長マクミラン』に登場する「ワーフ・カフェ」をモデルにしている。

## ジュラシック・パーク

### ディスカバリー・レストラン
| ディスカバリー・レストラン Discovery Restaurant | ディスカバリー・レストラン Discovery Restaurant |
| ----------------------------------------------- | ----------------------------------------------- |
| オープン日                                      | 2001年3月31日 (USJと同時にオープン)             |
| メニュー類                                      | ハンバーガー                                    |
| タイプ                                          | クイックサービス                                |
| 協賛                                            | 伊藤ハム株式会社                                |
| アルコール                                      | ○                                               |
| 低アレルゲンメニュー                            | ○                                               |
| キッズメニュー                                  | ○                                               |
| クレジットカード                                | ○                                               |

「ディスカバリー・レストラン」（英: Discovery Restaurant）は、映画『ジュラシック・パーク』に登場するビジターセンターを再現したクイックサービス型のレストランである。
2025年3月8日からは、恐竜をテーマにしたダイナミックなメニューを提供している。主なメニューには、T-REXの迫力をビーフや黒いバンズで表現した「T-REX・バーガーセット」や、トリケラトプスの背中を模した容器にハンバーガーやポテトが詰められた「トリケラトプス・キッズバーガーセット」などがある。
2025年2月11日までは、ローストビーフやフライドチキンなどを使用した丼物メニューを中心に提供していた。
また、期間限定イベント時にはレストラン全体の装飾やメニューが変更されることもあり、『ONE PIECE』とのコラボレーションイベントでは、特別なメニューや装飾が施されることもある。

### フォッシル・フュエルズ
| フォッシル・フュエルズ Fossil Fuels | フォッシル・フュエルズ Fossil Fuels |
| ----------------------------------- | ----------------------------------- |
| オープン日                          | 2001年3月31日 (USJと同時にオープン) |
| メニュー類                          | スナック                            |
| タイプ                              | クイックサービス                    |
| アルコール                          | ○                                   |
| クレジットカード                    | ○                                   |

「フォッシル・フュエルズ」（英: Fossil Fuels）は、ジュラシック・パークエリアに位置するスナックスタンドである。スモークチキンなどの軽食を提供している。

### ロストワールド・レストラン
| ロストワールド・レストラン Lost World Restaurant | ロストワールド・レストラン Lost World Restaurant |
| ------------------------------------------------ | ------------------------------------------------ |
| オープン日                                       | 2001年3月31日 (USJと同時にオープン)              |
| メニュー類                                       | アジアン・エスニック                             |
| タイプ                                           | クイックサービス                                 |
| サービス                                         | プラントベースメニュー                           |
| アルコール                                       | ○                                                |
| 低アレルゲンメニュー                             | ○                                                |
| キッズメニュー                                   | ○                                                |
| クレジットカード                                 | ○                                                |

「ロストワールド・レストラン」（英: Lost World Restaurant）は、ジュラシック・パークエリアに位置するレストランである。大自然あふれるリゾート地「イスラ・ヌブラル島」のジャングルにあるレストランをコンセプトとしており、南国リゾートを思わせる内装が特徴である。
2024年7月5日にリオープンし、メニューが一新された。アメリカンからエスニックまで幅広い料理を提供するほか、メイン、サイド、デザートにわたる各ジャンルで“プラントベースメニュー”を展開している。これにより、世界中から訪れるゲストや、食事に特別な配慮が必要なゲストも安心して食事を楽しめるよう、「食のダイバーシティ」の推進を目指している。

## アミティ・ビレッジ

### アミティ・アイスクリーム
| アミティ・アイスクリーム Amity Ice Cream | アミティ・アイスクリーム Amity Ice Cream |
| ---------------------------------------- | ---------------------------------------- |
| オープン日                               | 2001年3月31日 (USJと同時にオープン)      |
| メニュー類                               | スウィーツ                               |
| タイプ                                   | クイックサービス                         |
| 協賛                                     | B-R サーティワンアイスクリーム株式会社   |
| クレジットカード                         | ○                                        |

「アミティ・アイスクリーム」（英: Amity Ice Cream）は、アミティ・ビレッジに位置するアイスクリーム専門店で、エレン・ブロディーが経営しているという設定を持つ。

### アミティ・ランディング・レストラン
| アミティ・ランディング・レストラン Amity Landing Restaurant | アミティ・ランディング・レストラン Amity Landing Restaurant |
| ----------------------------------------------------------- | ----------------------------------------------------------- |
| オープン日                                                  | 2001年3月31日 (USJと同時にオープン)                         |
| メニュー類                                                  | サンドウィッチ フライドチキン                               |
| タイプ                                                      | クイックサービス                                            |
| アルコール                                                  | 〇                                                          |
| 低アレルゲンメニュー                                        | ○                                                           |
| キッズメニュー                                              | ○                                                           |
| クレジットカード                                            | ○                                                           |

「アミティ・ランディング・レストラン」（英: Amity Landing Restaurant）は、アミティ・ビレッジに位置する、造船所をモチーフにしたレストランである。サンドイッチやフライドチキンなどを提供しており、『ジョーズ』にちなんだサメ肉を使用したサンドイッチもメニューに含まれている。

### ボードウォーク・スナック
| ボードウォーク・スナック Boardwalk Snacks | ボードウォーク・スナック Boardwalk Snacks |
| ----------------------------------------- | ----------------------------------------- |
| オープン日                                | 2001年3月31日 (USJと同時にオープン)       |
| メニュー類                                | スナック ピザ                             |
| タイプ                                    | クイックサービス                          |
| アルコール                                | 〇                                        |
| クレジットカード                          | ○                                         |

「ボードウォーク・スナック」（英: Boardwalk Snacks）は、アミティ・ビレッジに位置するスナックスタンドである。主に「ピッツァ・デニッシュセット」を提供しており、『ジョーズ』にちなんだドリンクなども楽しめる。

## ユニバーサル・ワンダーランド

### スヌーピー・バックロット・カフェ
| スヌーピー・バックロット・カフェ | スヌーピー・バックロット・カフェ    |
| -------------------------------- | ----------------------------------- |
| オープン日                       | 2001年3月31日 (USJと同時にオープン) |
| 場所                             | Snoopy’s Backlot Café               |
| メニュー類                       | スウィーツ パスタ ハンバーガー      |
| タイプ                           | クイックサービス                    |
| サービス                         | 離乳食あり                          |
| アルコール                       | 〇                                  |
| 低アレルゲンメニュー             | ○                                   |
| キッズメニュー                   | ○                                   |
| クレジットカード                 | ○                                   |

「スヌーピー・バックロット・カフェ」（英: Snoopy’s Backlot Café）は、ユニバーサル・ワンダーランドに位置する、『ピーナッツ』のキャラクターをテーマにしたカフェである。スパゲティやハンバーガーなどを提供している。

### ハローキティのコーナーカフェ
| ハローキティのコーナーカフェ Hello Kitty's Corner Café | ハローキティのコーナーカフェ Hello Kitty's Corner Café |
| ------------------------------------------------------ | ------------------------------------------------------ |
| オープン日                                             | 2012年3月16日                                          |
| メニュー類                                             | スウィーツ スナック ドリンク                           |
| タイプ                                                 | クイックサービス                                       |
| クレジットカード                                       | ○                                                      |

「ハローキティのコーナーカフェ」（英: Hello Kitty's Corner Café）は、ユニバーサル・ワンダーランドに位置し、「ハローキティ」をテーマにしたスイーツスタンドである。主に「ハローキティ」のチュリトスやドリンクを提供している。
このスタンドは、エリアオープン当初「ハローキティのアップル・フライズ」という名称で営業し、フライドアップルを取り扱っていた。しかし、2018年1月頃に予告なくフライドアップルの販売が中止され、スタンド名も変更された。
過去には、「マイメロディ」や「クロミ」をテーマにしたフードを提供していたこともある。

## ウィザーディング・ワールド・オブ・ハリー・ポッター

### ホッグズ・ヘッド・パブ
| ホッグズ・ヘッド・パブ Hog's Head | ホッグズ・ヘッド・パブ Hog's Head |
| --------------------------------- | --------------------------------- |
| オープン日                        | 2014年7月15日                     |
| メニュー類                        | 酒                                |
| タイプ                            | クイックサービス                  |
| アルコール                        | 〇                                |
| クレジットカード                  | ○                                 |

「ホッグズ・ヘッド・パブ」（英: Hog's Head）は、ウィザーディング・ワールド・オブ・ハリー・ポッターに位置し、映画『ハリー・ポッター』に登場するパブを再現した施設である。バタービールやドラフト・ビールなどのアルコール類を提供していた。
現在は長期クローズしており、隣接する「三本の箒」の一部として客席が利用されている。

### マジック・ニープ・カート
| マジック・ニープ・カート The Magic Neep Cart | マジック・ニープ・カート The Magic Neep Cart |
| -------------------------------------------- | -------------------------------------------- |
| オープン日                                   | 不明                                         |
| メニュー類                                   | スナック ドリンク                            |
| タイプ                                       | クイックサービス                             |
| クレジットカード                             | ○                                            |

「マジック・ニープ・カート」（英: The Magic Neep Cart）は、ウィザーディング・ワールド・オブ・ハリー・ポッターに位置する、カラフルなフルーツカートである。『ハリー・ポッター』シリーズにちなんだチュリトスなどのスナックを提供している。

### 三本の箒
| 三本の箒 Three Broomsticks | 三本の箒 Three Broomsticks  |
| -------------------------- | --------------------------- |
| オープン日                 | 2014年7月15日               |
| メニュー類                 | イギリス伝統料理 スウィーツ |
| タイプ                     | クイックサービス            |
| サービス                   | プラントベースメニュー      |
| 低アレルゲンメニュー       | ○                           |
| キッズメニュー             | ○                           |
| クレジットカード           | ○                           |

「三本の箒」（英: Three Broomsticks）は、ウィザーディング・ワールド・オブ・ハリー・ポッターに位置するレストランで、ホグワーツ魔法魔術学校の先生や生徒たちもお気に入りの“老舗パブ兼宿屋”をイメージしている。イギリス伝統料理やスウィーツなどを提供している。
店内では、木製の階段やバルコニーが複雑に入り組んだ天井の装飾を楽しむことができる。

## ミニオン・パーク

### イーブル・イーツ
| イーブル・イーツ Evil Eats | イーブル・イーツ Evil Eats |
| -------------------------- | -------------------------- |
| オープン日                 | 2025年7月11日              |
| メニュー類                 | スウィーツ                 |
| タイプ                     | クイックサービス           |
| クレジットカード           | ○                          |

「イーブル・イーツ」（英: Evil Eats）は、ミニオン・パークに位置するスナックスタンドである。悪党のためのスナックスタンドをテーマにしており、悪徳商人からマッドサイエンティストまで、世界中の“ワル”たちが店内のデザインに描かれている。

看板メニューは「大悪党のためのドーナツ・バーガー〜BBQ ポーク＆ベーコン〜」。そのほかにも、「ミニオン・ドーナツ〜バナナクリーム〜」や「イーブルミニオン・ドーナツ〜ブルーベリー〜」など、世界中の悪党たちを虜にするような、罪深いスイーツが提供されている。

### デリシャス・ミー！ ザ・クッキー・キッチン
| デリシャス・ミー！ ザ・クッキー・キッチン Delicious Me! The Cookie Kitchen | デリシャス・ミー！ ザ・クッキー・キッチン Delicious Me! The Cookie Kitchen |
| -------------------------------------------------------------------------- | -------------------------------------------------------------------------- |
| オープン日                                                                 | 2017年4月21日                                                              |
| メニュー類                                                                 | スウィーツ                                                                 |
| タイプ                                                                     | クイックサービス                                                           |
| クレジットカード                                                           | ○                                                                          |

「デリシャス・ミー！ ザ・クッキー・キッチン」（英: Delicious Me! The Cookie Kitchen）は、ミニオン・パークに位置するカフェで、クッキーサンドを中心としたスウィーツを提供している。ミニオンたちの発明「クッキー製造マシン」で作られるクッキーサンドのほか、サンデーやドリンクも楽しむことができる。

## スーパー・ニンテンドー・ワールド

### ジャングル・ビート・シェイク
| ジャングル・ビート・シェイク Jungle Beat Shakes | ジャングル・ビート・シェイク Jungle Beat Shakes |
| ----------------------------------------------- | ----------------------------------------------- |
| オープン日                                      | 2024年12月11日                                  |
| メニュー類                                      | スウィーツ シェイク                             |
| タイプ                                          | クイックサービス                                |
| クレジットカード                                | 〇                                              |

「ジャングル・ビート・シェイク」（英: Jungle Beat Shakes）は、スーパー・ニンテンドー・ワールドに位置するデザート店である。タルをモチーフにしたドンキーコングならではの「DK クラッシュサンデー」を提供している。

### ピットストップ・ポップコーン
| ピットストップ・ポップコーン Pit Stop Popcorn | ピットストップ・ポップコーン Pit Stop Popcorn |
| --------------------------------------------- | --------------------------------------------- |
| オープン日                                    | 2021年3月18日                                 |
| メニュー類                                    | ポップコーン                                  |
| タイプ                                        | クイックサービス                              |
| クレジットカード                              | 〇                                            |

「ピットストップ・ポップコーン」（英: Pit Stop Popcorn）は、スーパー・ニンテンドー・ワールドに位置するポップコーン専門店である。この店舗名は、「マリオカート 〜クッパの挑戦状〜」のエントランスや出口にあたる「マリオ・モーターズ」の近くに位置し、カートレースを終えて元気を補給する場所としてのコンセプトに由来している。
店内では、キャラメルピーチとクリームマッシュルームの2種類のフレーバーが提供されている。また、オリジナルデザインのポップコーンバケツとして「マリオカート・ポップコーンバケツ」と「スーパースター・ポップコーンバケツ」が販売されている。

### ヨッシー・スナック・アイランド
| ヨッシー・スナック・アイランド Yoshi's Snack Island | ヨッシー・スナック・アイランド Yoshi's Snack Island |
| --------------------------------------------------- | --------------------------------------------------- |
| オープン日                                          | 2021年3月18日                                       |
| メニュー類                                          | スナック ドリンク                                   |
| タイプ                                              | クイックサービス                                    |
| クレジットカード                                    | 〇                                                  |

「ヨッシー・スナック・アイランド」（英: Yoshi's Snack Island）は、スーパー・ニンテンドー・ワールドに位置する、スナックやドリンクを販売する食べ歩きフード専門店である[。「ヨッシー・アドベンチャー」の出口近くにあり、訪れやすい立地が特徴。
この店舗では、ノコノコのこうらをイメージした「こうらのカルツォーネ～焼きそば＆チーズ～」、ヨッシーの名前を冠した「ヨッシーのラッシー」、そして「1UPキノコ・ドリンクボトル」など、ユニークなメニューが提供されている。

## クローズしたレストラン

### ハリウッド・エリア

#### シュワブス
| シュワブス Schwab's | シュワブス Schwab's                 |
| ------------------- | ----------------------------------- |
| オープン日          | 2001年3月31日 (USJと同時にオープン) |
| クローズ日          | 2005年7月6日                        |
| メニュー類          | サンドイッチ アイスクリーム         |
| タイプ              | クイックサービス                    |

「シュワブス」（英: Schwab's）は、ハリウッド・エリアにかつて存在した、サンドイッチやアイスクリームを提供するレストランである。その外観は、1927年にサンセット大通りでシュワブ兄弟によって開業されたドラッグストアをモデルとしており、映画『サンセット大通り』にも登場している。
店内にはハリウッドスターたちのフォトフレームが壁一面に飾られており、華やかな雰囲気を演出していた。チーズ＆ベーコンパニーニやホットドッグなどの軽食が特に人気で、デザートには豊富なフレーバーのアイスクリームが提供されていた。また、時代に合わせてさまざまなメニューを展開してきた。

#### ピンクカフェ
| ピンクカフェ Pink Cafe | ピンクカフェ Pink Cafe |
| ---------------------- | ---------------------- |
| オープン日             | 2005年7月13日          |
| クローズ日             | 2020年1月13日          |
| メニュー類             | スウィーツ             |
| タイプ                 | クイックサービス       |
| アルコール             | ○                      |
| クレジットカード       | ○                      |

ピンクカフェ（英: Pink Cafe）は、ハリウッド・エリアにかつて存在した、スウィーツを提供するピンクをテーマにしたカフェである。店内はピンクを基調とした装飾が広がり、ピンクカラーのパフェやカップケーキなどが販売されていた。このカフェは、「シュワブス」がクローズした後にオープンした。

### サンフランシスコ・エリア

#### KWBB
| KWBB World's Best Buffet | KWBB World's Best Buffet                               |
| ------------------------ | ------------------------------------------------------ |
| オープン日               | 2001年3月31日 (USJと同時にオープン)                    |
| クローズ日               | 2010年11月4日                                          |
| メニュー類               | ハンバーガー サンドウィッチ 洋食（2009年7月16日～）    |
| タイプ                   | クイックサービス ビュッフェサービス（2009年7月16日～） |
| アルコール               | ○                                                      |

KWBB（英: World's Best Buffet）は、サンフランシスコ・エリアにかつて存在した、ハンバーガーやサンドイッチを提供するレストランである。海辺の桟橋にある倉庫をレストラン併設のFM局に改装したという設定を持つ。
2009年7月16日にリニューアルオープンし、食べ放題・飲み放題のレストランとなった。同時に、外観も塗り替えられた。

### ユニバーサル・ワンダーランド

#### ハローキティのカップケーキショップ
| ハローキティのカップケーキショップ Hello Kitty's Cupcake Shop | ハローキティのカップケーキショップ Hello Kitty's Cupcake Shop |
| ------------------------------------------------------------- | ------------------------------------------------------------- |
| オープン日                                                    | 2012年3月16日                                                 |
| クローズ日                                                    | 2018年1月                                                     |
| メニュー類                                                    | カップケーキ                                                  |
| タイプ                                                        | クイックサービス                                              |
| 協賛                                                          | ミスタードーナツ                                              |
| クレジットカード                                              | ○                                                             |

ハローキティのカップケーキショップ（英: Hello Kitty's Cupcake Shop）は、ユニバーサル・ワンダーランドにかつて存在したカップケーキを提供するカフェである。2018年1月頃、予告なく営業を終了した。

#### クッキー・モンスター・キッチン
| クッキー・モンスター・キッチン Cookie Monster's Kitchen | クッキー・モンスター・キッチン Cookie Monster's Kitchen |
| ------------------------------------------------------- | ------------------------------------------------------- |
| オープン日                                              | 2012年3月16日                                           |
| クローズ日                                              | 2018年2月                                               |
| メニュー類                                              | サンドイッチ スウィーツ                                 |
| タイプ                                                  | クイックサービス                                        |
| キッズメニュー                                          | ○                                                       |
| クレジットカード                                        | ○                                                       |

クッキー・モンスター・キッチン（英: Cookie Monster's Kitchen）は、ユニバーサル・ワンダーランドにかつて存在したカフェで、サンドイッチやエルモ、クッキーモンスターをテーマにしたシュークリームなどのスウィーツを提供していた。2018年2月頃、予告なく営業を終了した。
このカフェでは、クッキーモンスターと一緒にクッキングを楽しめるプログラム「クッキーモンスターのくいしんぼうクッキング」も展開されていた。プログラムでは、クッキーモンスターが先生となり、参加した親子が協力してデザート作りに挑戦する体験型イベントが実施されていた。

### ウエスタン・エリア

#### ロング・ブランチ・バーベキュー
| ロング・ブランチ・バーベキュー Long Branch Barbecue | ロング・ブランチ・バーベキュー Long Branch Barbecue |
| --------------------------------------------------- | --------------------------------------------------- |
| オープン日                                          | 2001年3月31日 (USJと同時にオープン)                 |
| クローズ日                                          | 2006年5月7日                                        |
| メニュー類                                          | 肉料理                                              |
| タイプ                                              | クイックサービス                                    |
| キッズメニュー                                      | ○                                                   |
| クレジットカード                                    | ○                                                   |

ロング・ブランチ・バーベキュー（英: Long Branch Barbecue）は、ウエスタン・エリアにかつて存在したレストランで、肉料理やスウィーツを提供していた。

### ランド・オブ・オズ

#### マンチキン・キッチン
| マンチキン・キッチン Munchkin Kitchen | マンチキン・キッチン Munchkin Kitchen |
| ------------------------------------- | ------------------------------------- |
| オープン日                            | 2006年7月12日                         |
| クローズ日                            | 2011年2月15日                         |
| メニュー類                            | 洋食                                  |
| タイプ                                | クイックサービス                      |
| アルコール                            | ○                                     |
| 低アレルゲンメニュー                  | ○                                     |
| キッズメニュー                        | ○                                     |
| クレジットカード                      | ○                                     |

マンチキン・キッチン（英: Munchkin Kitchen）は、ランド・オブ・オズにかつて存在したレストランで、マンチキン村のタウンホールをイメージしている。シーフードグラタンやグリル料理などの洋食を提供していた。店内にはマンチキン村の住民たちが描かれており、ユニークな雰囲気を演出していた。

### ミニオン・パーク

#### ポパ・ナーナ
| ポパ・ナーナ POP-A-NANA | ポパ・ナーナ POP-A-NANA              |
| ----------------------- | ------------------------------------ |
| オープン日              | 2017年4月21日                        |
| クローズ日              | 2024年1月22日                        |
| メニュー類              | ポップコーン                         |
| タイプ                  | クイックサービス                     |
| 協賛                    | イオンフィナンシャルサービス株式会社 |
| クレジットカード        | ○                                    |

ポパ・ナーナ（英: POP-A-NANA）は、ミニオン・パークにかつて存在した、バナナ味のポップコーンを提供するスタンドである。
スタンドの目印は、火炎放射器でトウモロコシをポップコーンにするミニオンのモニュメントだった。

### アズーラ・ディ・カプリ
| アズーラ・ディ・カプリ Azzurra di Capri | アズーラ・ディ・カプリ Azzurra di Capri |
| --------------------------------------- | --------------------------------------- |
| オープン日                              | 2010年3月15日                           |
| クローズ日                              | 2025年2月16日                           |
| メニュー類                              | パスタ ピザ                             |
| タイプ                                  | フルサービス                            |
| サービス                                | プラントベースメニュー                  |
| アルコール                              | 〇                                      |
| レストラン優先案内                      | ○                                       |
| 低アレルゲンメニュー                    | ○                                       |
| キッズメニュー                          | ○                                       |
| クレジットカード                        | ○                                       |

「アズーラ・ディ・カプリ」（英: Azzurra di Capri）は、ニューヨーク・エリアに位置し、「青の洞窟」をイメージしたパスタとピザを提供するレストランである。2010年3月15日にオープンし、2025年2月16日をもって営業を終了した。